# Olympische Sommerspiele 2024/Radsport/Qualifikation
Die Radsportwettbewerbe der Olympischen Sommerspiele 2024 finden in fünf Disziplinen statt (Straße, Bahn, Mountainbike, BMX-Rennen und BMX-Freestyle). In jeder Disziplin gibt es die gleiche Anzahl Startplätze für Männer und Frauen, mit identischen Qualifikationskriterien, die vom IOC und dem Radsport-Weltverband UCI beschlossen wurden. Die Startplätze wurden den NOKs zugeteilt, die hierfür die Athleten benannten.

## Übersicht
Die folgende Tabelle gibt die Startplätze wieder, die an 76 NOKs und zwei weitere Gruppen vergeben wurden.
Vier Plätze im Straßenradsport gingen an Russland und Belarus. Die entsprechenden Fahrer wurden durch eine Kommission des IOC ausgewählt und sollen unter der Bezeichnung „individuelle neutrale Athleten“ antreten. Ferner benannte das IOC zwei Mitglieder des Olympia-Flüchtlingsteams sowie zwei afghanische Frauen für die Wettbewerbe im Straßenradsport.
Teamsprint, Mannschaftsverfolgung und Madison sind Teamwettbewerbe, bei denen mehrere Fahrer antreten. Da die Quotenplätze begrenzt sind, müssen Athleten auf Straße und Bahn teils in mehreren Wettbewerben starten. Die Quotenplätze pro Nation, also die Anzahl startberechtigter Athleten, sind in der Spalte ganz rechts angegeben.
| Nation                         | Straße | Straße | Straße | Straße | Bahn   | Bahn   | Bahn   | Bahn   | Bahn   | Bahn   | Bahn   | Bahn   | Bahn   | Bahn   | Bahn   | Bahn   | MTB | MTB | BMX- Rennen | BMX- Rennen | BMX- Freestyle | BMX- Freestyle | Gesamt      | Gesamt       |
| Nation                         | Männer | Männer | Frauen | Frauen | Männer | Männer | Männer | Männer | Männer | Männer | Frauen | Frauen | Frauen | Frauen | Frauen | Frauen | MTB | MTB | BMX- Rennen | BMX- Rennen | BMX- Freestyle | BMX- Freestyle | Startplätze | Quotenplätze |
| Nation                         | StR    | EZF    | StR    | EZF    | TS     | SP     | KE     | TP     | MA     | OM     | TS     | SP     | KE     | TP     | MA     | OM     | M   | F   | M           | F           | M              | F              | Startplätze | Quotenplätze |
| ------------------------------ | ------ | ------ | ------ | ------ | ------ | ------ | ------ | ------ | ------ | ------ | ------ | ------ | ------ | ------ | ------ | ------ | --- | --- | ----------- | ----------- | -------------- | -------------- | ----------- | ------------ |
| Afghanistan                    |        |        | 2      | 1      |        |        |        |        |        |        |        |        |        |        |        |        |     |     |             |             |                |                | 3           | 2            |
| Ägypten                        |        |        |        |        |        |        |        |        |        | 1      |        |        |        |        |        | 1      |     |     |             |             |                |                | 2           | 2            |
| Algerien                       | 1      |        | 1      |        |        |        |        |        |        |        |        |        |        |        |        |        |     |     |             |             |                |                | 2           | 2            |
| Argentinien                    | 1      |        |        |        |        |        |        |        |        |        |        |        |        |        |        |        |     |     | 1           |             | 1              |                | 3           | 3            |
| Aruba                          |        |        |        |        |        |        |        |        |        |        |        |        |        |        |        |        |     |     |             | 1           |                |                | 1           | 1            |
| Australien                     | 3      | 1      | 3      | 1      | 1      | 2      | 2      | 1      | 1      | 1      |        | 2      | 2      | 1      | 1      | 1      |     | 1   | 1           | 2           | 1              | 1              | 29          | 25           |
| Belgien                        | 4      | 2      | 4      | 1      |        |        |        | 1      | 1      | 1      |        | 2      | 2      |        | 1      | 1      | 2   | 1   | 1           | 1           |                |                | 25          | 21           |
| Brasilien                      | 1      |        | 1      |        |        |        |        |        |        |        |        |        |        |        |        |        | 1   | 1   |             | 1           | 1              |                | 6           | 6            |
| Burkina Faso                   |        |        | 1      |        |        |        |        |        |        |        |        |        |        |        |        |        |     |     |             |             |                |                | 1           | 1            |
| Chile                          |        |        | 1      |        |        |        |        |        |        |        |        |        |        |        |        |        | 1   |     | 1           |             |                | 1              | 4           | 4            |
| China                          | 1      |        | 1      | 1      | 1      | 2      | 2      |        |        |        | 1      | 2      | 2      |        |        | 1      | 1   | 1   |             |             |                | 2              | 18          | 13           |
| Costa Rica                     |        |        | 1      |        |        |        |        |        |        |        |        |        |        |        |        |        |     |     |             |             |                |                | 1           | 1            |
| Dänemark                       | 4      | 2      | 3      | 2      |        |        |        | 1      | 1      | 1      |        |        |        |        | 1      | 1      | 1   | 2   |             | 1           |                |                | 20          | 17           |
| Deutschland                    | 2      | 1      | 3      | 2      | 1      | 2      | 2      | 1      | 1      | 1      | 1      | 2      | 2      | 1      | 1      | 1      | 2   | 1   | 1           | 1           |                | 1              | 30          | 25           |
| Ecuador                        | 1      |        |        |        |        |        |        |        |        |        |        |        |        |        |        |        |     |     | 1           |             |                |                | 2           | 2            |
| Eritrea                        | 1      | 1      |        |        |        |        |        |        |        |        |        |        |        |        |        |        |     |     |             |             |                |                | 2           | 1            |
| Estland                        | 1      |        |        |        |        |        |        |        |        |        |        |        |        |        |        |        |     | 1   |             |             |                |                | 2           | 2            |
| Finnland                       |        |        | 1      | 1      |        |        |        |        |        |        |        |        |        |        |        |        | 1   |     |             |             |                |                | 3           | 2            |
| Frankreich                     | 4      | 1      | 3      | 2      | 1      | 2      | 2      | 1      | 1      | 1      |        | 2      | 2      | 1      | 1      | 1      | 2   | 2   | 3           | 1           | 1              | 1              | 35          | 30           |
| Griechenland                   | 1      |        |        |        |        |        |        |        |        |        |        |        |        |        |        |        |     |     |             |             |                |                | 1           | 1            |
| Großbritannien                 | 4      | 2      | 4      | 2      | 1      | 2      | 2      | 1      | 1      | 1      | 1      | 2      | 2      | 1      | 1      | 1      | 2   | 2   | 1           | 1           | 1              | 1              | 36          | 30           |
| Hongkong                       | 1      |        | 1      |        |        |        |        |        |        |        |        |        |        |        |        | 1      |     |     |             |             |                |                | 3           | 3            |
| Indonesien                     |        |        |        |        |        |        |        |        |        | 1      |        |        |        |        |        |        |     |     |             |             |                |                | 1           | 1            |
| Iran                           | 1      |        |        |        |        |        |        |        |        |        |        |        |        |        |        |        |     |     |             |             |                |                | 1           | 1            |
| Irland                         | 2      | 1      | 1      |        |        |        |        |        |        |        |        |        |        | 1      | 1      | 1      |     |     |             |             |                |                | 7           | 7            |
| Israel                         | 1      |        | 1      |        |        | 1      | 1      |        |        |        |        |        |        |        |        |        | 1   |     |             |             |                |                | 5           | 4            |
| Italien                        | 3      | 2      | 4      | 1      |        |        |        | 1      | 1      | 1      |        | 2      | 2      | 1      | 1      | 1      | 2   | 2   | 1           |             |                |                | 25          | 22           |
| Japan                          | 1      |        | 1      |        | 1      | 2      | 2      | 1      | 1      | 1      |        | 2      | 2      | 1      | 1      | 1      |     | 1   |             | 1           | 1              |                | 20          | 18           |
| Kanada                         | 2      | 1      | 2      | 1      | 1      | 2      | 2      | 1      | 1      | 1      | 1      | 2      | 2      | 1      | 1      | 1      | 1   | 1   |             | 1           | 1              |                | 26          | 22           |
| Kasachstan                     | 2      | 1      |        |        |        | 1      | 1      |        |        |        |        |        |        |        |        |        |     |     |             |             |                |                | 5           | 3            |
| Kolumbien                      | 2      | 1      | 1      |        |        | 2      | 2      |        |        | 1      |        | 2      | 2      |        |        |        | 1   |     | 3           | 2           |                | 1              | 20          | 15           |
| Kroatien                       |        |        |        |        |        |        |        |        |        |        |        |        |        |        |        |        |     |     |             |             | 1              |                | 1           | 1            |
| Kuba                           |        |        | 1      |        |        |        |        |        |        |        |        |        |        |        |        |        |     |     |             |             |                |                | 1           | 1            |
| Lettland                       | 1      |        | 1      |        |        |        |        |        |        |        |        |        |        |        |        |        | 1   |     | 1           | 1           | 1              |                | 6           | 6            |
| Liechtenstein                  |        |        |        |        |        |        |        |        |        |        |        |        |        |        |        |        | 1   |     |             |             |                |                | 1           | 1            |
| Litauen                        |        |        | 1      |        |        | 1      | 1      |        |        |        |        |        |        |        |        | 1      |     |     |             |             |                |                | 4           | 3            |
| Luxemburg                      | 1      |        | 1      |        |        |        |        |        |        |        |        |        |        |        |        |        |     |     |             |             |                |                | 2           | 2            |
| Malaysia                       |        |        | 1      |        |        | 2      | 2      |        |        |        |        | 1      | 1      |        |        |        |     |     |             |             |                |                | 7           | 4            |
| Marokko                        | 1      | 1      |        |        |        |        |        |        |        |        |        |        |        |        |        |        |     |     | 1           |             |                |                | 3           | 2            |
| Mauritius                      | 1      |        | 1      |        |        |        |        |        |        |        |        |        |        |        |        |        |     | 1   |             |             |                |                | 3           | 3            |
| Mexiko                         |        |        | 1      |        |        |        |        |        |        | 1      | 1      | 2      | 2      |        |        | 1      | 1   | 1   |             |             |                |                | 10          | 8            |
| Mongolei                       | 1      | 1      |        |        |        |        |        |        |        |        |        |        |        |        |        |        |     |     |             |             |                |                | 2           | 1            |
| Namibia                        |        |        | 1      |        |        |        |        |        |        |        |        |        |        |        |        |        | 1   |     |             |             |                |                | 2           | 2            |
| Neuseeland                     | 2      | 1      | 2      | 1      |        | 1      | 1      | 1      | 1      | 1      | 1      | 2      | 2      | 1      | 1      | 1      | 1   | 1   | 1           | 1           |                |                | 23          | 20           |
| Niederlande                    | 3      | 1      | 4      | 2      | 1      | 2      | 2      |        | 1      | 1      | 1      | 2      | 2      |        | 1      | 1      |     | 2   | 2           | 3           |                |                | 31          | 24           |
| Nigeria                        |        |        | 1      |        |        |        |        |        |        |        |        | 1      | 1      |        |        |        |     |     |             |             |                |                | 3           | 2            |
| Norwegen                       | 2      | 2      | 2      |        |        |        |        |        |        |        |        |        |        |        |        | 1      | 1   |     |             |             |                |                | 8           | 6            |
| Österreich                     | 2      | 1      | 2      | 2      |        |        |        |        | 1      | 1      |        |        |        |        |        |        | 1   | 2   |             |             |                |                | 12          | 9            |
| Panama                         | 1      |        |        |        |        |        |        |        |        |        |        |        |        |        |        |        |     |     |             |             |                |                | 1           | 1            |
| Polen                          | 1      | 1      | 3      | 2      |        | 1      | 1      |        |        | 1      | 1      | 2      | 2      |        | 1      | 1      | 1   | 1   |             |             |                |                | 19          | 13           |
| Portugal                       | 2      | 2      | 1      |        |        |        |        |        | 1      | 1      |        |        |        |        |        | 1      |     | 1   |             |             |                |                | 9           | 7            |
| Ruanda                         | 1      |        | 1      | 1      |        |        |        |        |        |        |        |        |        |        |        |        |     | 1   |             |             |                |                | 4           | 3            |
| Rumänien                       |        |        |        |        |        |        |        |        |        |        |        |        |        |        |        |        | 1   |     |             |             |                |                | 1           | 1            |
| Schweden                       | 1      |        | 1      |        |        |        |        |        |        |        |        |        |        |        |        |        |     | 1   |             |             |                |                | 3           | 3            |
| Schweiz                        | 2      | 2      | 4      | 1      |        |        |        |        |        | 1      |        |        |        |        | 1      | 1      | 2   | 2   | 2           | 2           |                | 1              | 21          | 18           |
| Serbien                        | 1      |        | 1      |        |        |        |        |        |        |        |        |        |        |        |        |        |     |     |             |             |                |                | 2           | 2            |
| Slowakei                       | 1      |        | 1      | 1      |        |        |        |        |        |        |        |        |        |        |        |        |     |     |             |             |                |                | 3           | 2            |
| Slowenien                      | 4      | 1      | 2      | 2      |        |        |        |        |        |        |        |        |        |        |        |        |     | 1   |             |             |                |                | 10          | 7            |
| Spanien                        | 3      | 1      | 2      | 1      |        |        |        |        | 1      | 1      |        |        |        |        |        |        | 2   |     |             |             |                |                | 11          | 9            |
| Südafrika                      | 1      |        | 2      |        |        | 1      | 1      |        |        |        |        |        |        |        |        |        | 1   | 1   |             | 1           | 1              |                | 9           | 8            |
| Südkorea                       | 1      |        | 1      |        |        |        |        |        |        |        |        |        |        |        |        |        |     |     |             |             |                |                | 2           | 2            |
| Suriname                       |        |        |        |        |        | 1      | 1      |        |        |        |        |        |        |        |        |        |     |     |             |             |                |                | 2           | 1            |
| Thailand                       | 1      |        | 1      | 1      |        | 1      | 1      |        |        |        |        |        |        |        |        |        |     |     | 1           |             |                |                | 6           | 4            |
| Trinidad und Tobago            |        |        |        |        |        | 2      | 2      |        |        |        |        |        |        |        |        |        |     |     |             |             |                |                | 4           | 2            |
| Tschechien                     | 1      | 1      | 1      | 1      |        |        |        |        | 1      | 1      |        |        |        |        |        |        | 1   | 1   |             |             |                | 1              | 9           | 7            |
| Türkei                         | 1      |        |        |        |        |        |        |        |        |        |        |        |        |        |        |        |     |     |             |             |                |                | 1           | 1            |
| Uganda                         | 1      |        |        |        |        |        |        |        |        |        |        |        |        |        |        |        |     |     |             |             |                |                | 1           | 1            |
| Ukraine                        | 1      |        | 1      | 1      |        |        |        |        |        |        |        |        |        |        |        |        | 1   | 1   |             |             |                |                | 5           | 4            |
| Ungarn                         | 1      | 1      | 1      |        |        |        |        |        |        |        |        |        |        |        |        |        |     | 1   |             |             |                |                | 4           | 3            |
| Uruguay                        | 1      |        |        |        |        |        |        |        |        |        |        |        |        |        |        |        |     |     |             |             |                |                | 1           | 1            |
| Usbekistan                     | 1      |        | 2      | 1      |        |        |        |        |        |        |        |        |        |        |        |        |     |     |             |             |                |                | 4           | 3            |
| Venezuela                      | 1      |        |        |        |        |        |        |        |        |        |        |        |        |        |        |        |     |     |             |             |                |                | 1           | 1            |
| Vereinigte Arabische Emirate   |        |        | 1      |        |        |        |        |        |        |        |        |        |        |        |        |        |     |     |             |             |                |                | 1           | 1            |
| Vereinigte Staaten             | 3      | 2      | 2      | 2      |        |        |        |        |        | 1      |        |        |        | 1      | 1      | 1      | 2   | 2   | 2           | 3           | 2              | 2              | 26          | 23           |
| Vietnam                        |        |        | 1      |        |        |        |        |        |        |        |        |        |        |        |        |        |     |     |             |             |                |                | 1           | 1            |
| Zypern                         |        |        | 1      |        |        |        |        |        |        |        |        |        |        |        |        |        |     |     |             |             |                |                | 1           | 1            |
| Individuelle Neutrale Athleten | 1      | 1      | 3      | 2      |        |        |        |        |        |        |        |        |        |        |        |        |     |     |             |             |                |                | 7           | 4            |
| Refugee Olympic Team           |        | 1      | 1      |        |        |        |        |        |        |        |        |        |        |        |        |        |     |     |             |             |                |                | 2           | 2            |
| Plätze insgesamt:              | 90     | 36     | 93     | 36     | 8      | 30     | 30     | 10     | 15     | 22     | 8      | 30     | 30     | 10     | 15     | 22     | 36  | 36  | 24          | 24          | 12             | 12             | 629         | 518          |

## Straßenradsport
Im Straßenradsport werden die Wettbewerbe Straßenrennen und Einzelzeitfahren ausgetragen. Für Männer und Frauen stehen je 90 Plätze zur Verfügung, maximal vier pro NOK.
Im Vergleich zu 2020 wurde das Peloton bei den Männern um fast ein Drittel verkleinert und bei den Frauen im selben Maßstab ausgedehnt. Die maximale Mannschaftsgröße bei den Männern verringerte sich von fünf auf vier, während sie bei den Frauen gleich blieb. Bei den Frauen sind gegenüber 2020 erheblich mehr Verbände über die Nationen-Weltrangliste qualifiziert. Dafür entfiel die Regel, die hervorragenden Einzelathletinnen einen Platz garantiert hatte.

### Qualifikationskriterien
Im Straßenrennen galten folgende Kriterien:
1. Die besten 45 Verbände der UCI-Straßen-Weltrangliste nach Nationen erhielten je nach Platzierung 1 bis 4 Startplätze. Maßgeblich war der Stand der Rangliste am 17. Oktober 2023. In diese Rangliste gingen alle Elite- und U23-Rennen des internationalen Rennkalenders der vorangegangenen 52 Wochen ein.
2. Die besten zwei noch nicht qualifizierten Verbände beim Straßenrennen der Straßenradsport-Weltmeisterschaften 2023 erhielten je einen Startplatz.
3. Die besten zwei noch nicht qualifizierten Verbände beim Straßenrennen der Afrika-, Amerika- und Asien-Meisterschaften 2023 erhielten je einen Startplatz.
4. Gastgeber Frankreich erhielt mindestens zwei Startplätze.
5. Auf ungenutzte Startplätze rückten die bestplatzierten Verbände in der oben genannten Nationen-Rangliste nach, die sich noch nicht qualifiziert hatten.

Im Einzelzeitfahren wurde wie folgt vorgegangen:
1. Die besten 25 Verbände der oben genannten UCI-Nationen-Rangliste erhielten à priori je einen Startplatz.
2. Die besten 10 Verbände beim Einzelzeitfahren der Straßenradsport-Weltmeisterschaften 2023 erhielten je einen zusätzlichen Startplatz, sofern sie bereits fürs Straßenrennen qualifiziert waren. Dies war bei allen der Fall.
3. In jedem Kontinent, der noch keine zwei Startplätze hatte, erhielten unter seinen fürs Straßenrennen qualifizierten Verbänden diejenigen einen Startplatz, die in der Weltrangliste am höchsten standen. Diese Plätze gingen auf Kosten der in Punkt 1 genannten Startplätze.

Die jeweils 80 über die Nationen-Rangliste vergebenen Plätze wurden am 18. Oktober 2023 vom IOC veröffentlicht, gemäß des zu diesem Zeitpunkt von der UCI veröffentlichten Rankings. Allerdings modifizierte die UCI in der Folge wiederholt Einzelheiten der Rangliste, wobei insbesondere Polen und Großbritannien im Frauen-Ranking die Plätze tauschten, ebenso wie Dänemark und Kanada. Die vollständigen, am 15. November von der UCI veröffentlichten Quotenplätze weichen daher von den Angaben des IOC ab. Am 20. Februar 2024 veröffentlichte die UCI ein nochmals überholtes Ranking, in dem Russland und China die Plätze tauschten.
Zwei zusätzliche Plätze wurden seitens des IOC dem Olympischen Flüchtlingsteam zugeteilt. Kurz vor Ablauf der Meldefrist gaben mehrere Verbände Plätze im Zeitfahren zurück, die an Nachrücker fielen. Zudem lud die UCI zwei afghanische Fahrerinnen zu den Wettbewerben ein.

### Männer
| Qualifikationswettbewerb                | Datum            | Ort     | Plätze | Rang                  | Nation |
| --------------------------------------- | ---------------- | ------- | ------ | --------------------- | --- |
| UCI-Straßen-Weltrangliste nach Nationen | 17. Oktober 2023 | —       | 80     | 1 bis 5 (4 pro NOK)   | Belgien Dänemark Slowenien Großbritannien Frankreich |
| UCI-Straßen-Weltrangliste nach Nationen | 17. Oktober 2023 | —       | 80     | 6 bis 10 (3 pro NOK)  | Spanien Niederlande Italien Australien Vereinigte Staaten |
| UCI-Straßen-Weltrangliste nach Nationen | 17. Oktober 2023 | —       | 80     | 11 bis 20 (2 pro NOK) | Schweiz Portugal Kolumbien Norwegen Deutschland Österreich Irland Kanada Kasachstan Neuseeland                                                                                   |
| UCI-Straßen-Weltrangliste nach Nationen | 17. Oktober 2023 | —       | 80     | 21 bis 25 (1 pro NOK) | Eritrea Ecuador Ind. Neutr. Athleten 1 Polen Lettland |
| UCI-Straßen-Weltrangliste nach Nationen | 17. Oktober 2023 | —       | 80     | 26 bis 45 (1 pro NOK) | Marokko Tschechien Ungarn Mongolei Japan Algerien Slowakei Usbekistan Luxemburg Venezuela Südafrika Griechenland Estland Israel Türkei Panama Ukraine Thailand Argentinien China |
| WM 2023 (Straßenrennen)                 | 6. August 2023   | Glasgow | 2 1    | 1 pro NOK             | Schweden (32.) 2 |
| Afrika-Meisterschaften 2023             | 13. Februar 2023 | Accra   | 2      | 1 pro NOK             | Mauritius (6.) Uganda (7.) |
| Panamerika-Meisterschaften 2023         | 23. April 2023   | Panama  | 2      | 1 pro NOK             | Uruguay (4.) Brasilien (6.) |
| Asien-Meisterschaften 2023              | 13. Juni 2023    | Rayong  | 2      | 1 pro NOK             | Südkorea (5.) Iran (6.) |
| Gastgeber                               | —                | —       | 2 0    | —                     | — 3 |
| Nachrücker (gemäß Nationen-Rangliste)   | —                | —       | 3      | 1 pro NOK             | Ruanda (46.) Hongkong (49.) Serbien (50.) |
| Gesamt                                  | Gesamt           | Gesamt  | 90     | —                     | 55 |

| Qualifikationswettbewerb                                  | Datum            | Ort     | Plätze | Rang      | Nation |
| --------------------------------------------------------- | ---------------- | ------- | ------ | --------- | --- |
| UCI-Straßen-Weltrangliste nach Nationen                   | 17. Oktober 2023 | —       | 25 22  | 1 pro NOK | siehe Straßenrennen 4 5 |
| WM 2023 (Einzelzeitfahren)                                | 11. August 2023  | Glasgow | 10 8   | 1 pro NOK | Belgien (1.) Italien (2.) Großbritannien (3.) Vereinigte Staaten (4.) Portugal (6.) Australien (7.) 5 Dänemark (9.) Norwegen (11.) Schweiz (12.) Kanada (17.) |
| Kontinentale Mindestvertretung (gemäß Nationen-Rangliste) | —                | —       | 2      | 1 pro NOK | Marokko (26.) Mongolei (29.) |
| Nachrücker (gemäß Nationen-Rangliste)                     | —                | —       | 3      | 1 pro NOK | Polen (24.) 5 Tschechien (27.) Ungarn (28.) |
| Einladung durch IOC/UCI                                   | —                | —       | 1      | —         | Amir Ansari |
| Gesamt                                                    | Gesamt           | Gesamt  | 36     | —         | 28 |

### Frauen
| Qualifikationswettbewerb                | Datum            | Ort     | Plätze | Rang                  | Nation |
| --------------------------------------- | ---------------- | ------- | ------ | --------------------- | --- |
| UCI-Straßen-Weltrangliste nach Nationen | 17. Oktober 2023 | —       | 80     | 1 bis 5 (4 pro NOK)   | Niederlande Italien Belgien Schweiz Großbritannien |
| UCI-Straßen-Weltrangliste nach Nationen | 17. Oktober 2023 | —       | 80     | 6 bis 10 (3 pro NOK)  | Polen Frankreich Australien Deutschland Dänemark |
| UCI-Straßen-Weltrangliste nach Nationen | 17. Oktober 2023 | —       | 80     | 11 bis 20 (2 pro NOK) | Vereinigte Staaten Kanada Österreich Neuseeland Spanien Südafrika Usbekistan Norwegen Slowenien Ind. Neutr. Athleten 1                                                             |
| UCI-Straßen-Weltrangliste nach Nationen | 17. Oktober 2023 | —       | 80     | 21 bis 25 (1 pro NOK) | China Finnland Ukraine Thailand Kolumbien |
| UCI-Straßen-Weltrangliste nach Nationen | 17. Oktober 2023 | —       | 80     | 26 bis 45 (1 pro NOK) | Luxemburg Schweden Tschechien Hongkong Kuba Südkorea Ruanda Irland Ind. Neutr. Athleten 6 Serbien Slowakei Mauritius Brasilien Chile Algerien Namibia Zypern Japan Israel Portugal |
| WM 2023 (Straßenrennen)                 | 13. August 2023  | Glasgow | 2      | 1 pro NOK             | Ungarn (11.) Lettland (39.) |
| Afrika-Meisterschaften 2023             | 12. Februar 2023 | Accra   | 2      | 1 pro NOK             | Nigeria (1.) Burkina Faso (2.) |
| Panamerika-Meisterschaften 2023         | 22. April 2023   | Panama  | 2      | 1 pro NOK             | Mexiko (8.) Costa Rica (10.) |
| Asien-Meisterschaften 2023              | 12. Juni 2023    | Rayong  | 2      | 1 pro NOK             | Vietnam (1.) Malaysia (6.) |
| Gastgeber                               | —                | —       | 2 0    | —                     | — 3 |
| Nachrücker (gemäß Nationen-Rangliste)   | —                | —       | 2      | 1 pro NOK             | Ver. Arab. Emirate (47.) Litauen (49.) |
| Einladung durch IOC/UCI                 | —                | —       | 3      | —                     | Eyeru Tesfoam Gebru Fariba Hashimi Yulduz Hashimi |
| Gesamt                                  | Gesamt           | Gesamt  | 93     | —                     | 57 |

| Qualifikationswettbewerb                                  | Datum            | Ort     | Plätze | Rang      | Nation |
| --------------------------------------------------------- | ---------------- | ------- | ------ | --------- | --- |
| UCI-Straßen-Weltrangliste nach Nationen                   | 17. Oktober 2023 | —       | 25 22  | 1 pro NOK | siehe Straßenrennen 7 8 |
| WM 2023 (Einzelzeitfahren)                                | 10. August 2023  | Glasgow | 10 9   | 1 pro NOK | Vereinigte Staaten (1.) Australien (2.) 8 Österreich (3.) Großbritannien (4.) Frankreich (5.) Niederlande (6.) Polen (7.) Deutschland (11.) Slowenien (12.) Dänemark (16.) |
| Kontinentale Mindestvertretung (gemäß Nationen-Rangliste) | —                | —       | 1      | 1 pro NOK | Ruanda (32.) |
| Nachrücker (gemäß Nationen-Rangliste)                     | —                | —       | 3      | 1 pro NOK | Tschechien (28.) 8 Ind. Neutr. Athleten (34.) Slowakei (36.) |
| Einladung durch IOC/UCI                                   | —                | —       | 1      | —         | Afghanistan |
| Gesamt                                                    | Gesamt           | Gesamt  | 36     | —         | 27 |

## Bahnradsport
Es werden für Männer und Frauen je sechs Wettbewerbe ausgetragen: die Kurzzeit-Wettbewerbe Sprint, Keirin und Teamsprint sowie die Ausdauer-Wettbewerbe Mannschaftsverfolgung, Omnium und Madison. Wichtigste Änderung im Vergleich zu 2020 ist der Teamsprint der Frauen, der nun wie bei den Männern mit drei statt zwei Fahrerinnen ausgetragen wird.
Pro Geschlecht gibt es 95 Quotenplätze, davon maximal 7 pro Verband. Außerdem kann maximal ein Athlet teilnehmen, der bereits eine andere Radsport-Disziplin (wie etwa Straße) bestreitet. Verbände, die sich für alle Wettbewerbe qualifiziert haben, können daher auch an allen teilnehmen, allerdings müssen einige Athleten dann in mehreren Wettbewerben antreten.

### Qualifikationskriterien
Für jeden der sechs Wettbewerbe, und getrennt nach Männern und Frauen, wurde eine spezielle Olympia-Qualifikations-Rangliste nach Nationen aufgestellt, worin die Resultate folgender Veranstaltungen eingingen:
- Bahnradsport-Weltmeisterschaften 2023
- Kontinentale Meisterschaften: Europa (2023, 2024), Afrika (2023, 2024), Asien (2023, 2024), Amerika (2023, 2024), Ozeanien (2023, 2024)
- die zwei besten Runden des UCI Track Cycling Nations’ Cup 2023
- die zwei besten Runden des UCI Track Cycling Nations’ Cup 2024

In den Kurzzeit-Wettbewerben wurden die Ranglisten wie folgt verwendet:
1. Die acht besten Verbände im Teamsprint entsenden je drei Athleten dafür. Von diesen können je zwei in Sprint und Keirin starten.
2. Die sieben besten Verbände im Sprint-Ranking, die sich nicht für den Teamsprint qualifiziert haben, entsenden je einen Athleten, der in Sprint und Keirin antritt. Analog wurde mit dem Keirin-Ranking verfahren.
3. Wäre ein Kontinent sonst in keinem der Kurzzeit-Wettbewerbe vertreten gewesen, so erhielt sein bester Verband im Sprint-Ranking einen Startplatz für Sprint und Keirin. Dieser ging auf Kosten der in Punkt 2 genannten Plätze.

In den Ausdauer-Wettbewerben wurde wie folgt verfahren:
1. Die zehn besten Verbände der Mannschaftsverfolgungs-Rangliste entsenden vier Athleten. Mit diesen bildet der Verband je ein Team in Mannschaftsverfolgung und im Madison und entsendet einen Fahrer ins Omnium. Es kann auch ein Athlet aus einer anderen Disziplin (typischerweise Straßenrennen) für diese Wettbewerbe herangezogen werden.
2. Die fünf besten Verbände im Madison-Ranking, die sich nicht für die Mannschaftsverfolgung qualifiziert haben, entsenden zwei Athleten in den Madison. Ein Athlet nimmt am Omnium teil.
3. Die sieben besten Verbände im Omnium-Ranking, die sich nicht anderweitig für den Omnium qualifiziert haben, entsenden einen Athleten in diesen Wettbewerb.
4. Wäre ein Kontinent sonst in keinem der Ausdauer-Wettbewerbe vertreten gewesen, so erhielt sein bester Verband im Omnium-Ranking einen Startplatz im Omnium. Dieser ging auf Kosten der in Punkt 3 genannten Plätze.

Eine vorläufige Liste der Quotenplätze wurde von der UCI am 22. April veröffentlicht, eine modifizierte Liste nach Bestätigung durch die Verbände am 17. Mai. Eine späte Änderung ergab sich durch den Verzicht Ägyptens auf einen Platz.

### Männer
| Rangliste                                                                           | Plätze                                                      | Nation |
| ----------------------------------------------------------------------------------- | ----------------------------------------------------------- | --- |
| Kurzzeit-Wettbewerbe                                                                |                                                             | |
| Teamsprint-Rangliste                                                                | 8 × 1 Platz für: Teamsprint 8 × 2 Plätze für: Sprint Keirin | Australien (1.) Niederlande (2.) Japan (3.) Frankreich (4.) Großbritannien (5.) China (6.) Deutschland (7.) Kanada (8.)                              |
| Sprint-Rangliste (soweit nicht für Teamsprint qualifiziert)                         | 7 6 × 1 Platz für: Sprint Keirin                            | Trinidad und Tobago (3.) Polen (5.) Israel (6.) Suriname (7.) 9 Malaysia (9.) Litauen (12.) Kolumbien (15.) 10                                       |
| Keirin-Rangliste (soweit nicht für Teamsprint qualifiziert)                         | 7 × 1 Platz für: Sprint Keirin                              | Malaysia (4.) Kolumbien (5.) Neuseeland (7.) Trinidad und Tobago (8.) Suriname (9.) Israel (10.) 9 Thailand (13.) Kasachstan (15.)                   |
| Kontinentale Mindestvertretung (gemäß Sprint-Rangliste)                             | 1 Platz für Sprint und Keirin                               | Südafrika (22.) |
| Ausdauer-Wettbewerbe                                                                |                                                             | |
| Mannschaftsverfolgungs-Rangliste                                                    | 10 × 1 Platz für: Mannschaftsverfolgung Madison Omnium      | Dänemark (1.) Neuseeland (2.) Australien (3.) Italien (4.) Frankreich (5.) Japan (6.) Großbritannien (7.) Kanada (8.) Deutschland (9.) Belgien (10.) |
| Madison-Rangliste (soweit nicht für Mannschaftsverfolgung qualifiziert)             | 5 × 1 Platz für: Madison Omnium                             | Niederlande (3.) Portugal (6.) Spanien (10.) Tschechien (12.) Österreich (13.)                                                                       |
| Omnium-Rangliste (soweit nicht für Mannschaftsverfolgung oder Madison qualifiziert) | 7 6 × 1 Platz für: Omnium                                   | Vereinigte Staaten (13.) Polen (16.) Schweiz (17.) Kolumbien (18.) Mexiko (19.) Indonesien (20.) Kasachstan (21.) 11                                 |
| Kontinentale Mindestvertretung (gemäß Omnium-Rangliste)                             | 1 Platz für Omnium                                          | Ägypten (29.) |

### Frauen
| Rangliste                                                                           | Plätze                                                      | Nation |
| ----------------------------------------------------------------------------------- | ----------------------------------------------------------- | --- |
| Kurzzeit-Wettbewerbe                                                                |                                                             | |
| Teamsprint-Rangliste                                                                | 8 × 1 Platz für: Teamsprint 8 × 2 Plätze für: Sprint Keirin | Deutschland (1.) Großbritannien (2.) China (3.) Niederlande (4.) Mexiko (5.) Polen (6.) Neuseeland (7.) Kanada (8.)                                           |
| Sprint-Rangliste (soweit nicht für Teamsprint qualifiziert)                         | 7 6 × 1 Platz für: Sprint Keirin                            | Frankreich (3.) Japan (7.) Kolumbien (9.) Italien (11.) Australien (12.) Belgien (13.) Vereinigte Staaten (14.) 11                                            |
| Keirin-Rangliste (soweit nicht für Teamsprint qualifiziert)                         | 7 × 1 Platz für: Sprint Keirin                              | Kolumbien (3.) Japan (4.) Frankreich (6.) Belgien (8.) Australien (10.) Italien (12.) Malaysia (14.)                                                          |
| Kontinentale Mindestvertretung (gemäß Sprint-Rangliste)                             | 1 Platz für Sprint und Keirin                               | Ägypten (21.) 12 Nigeria (26.) |
| Ausdauer-Wettbewerbe                                                                |                                                             | |
| Mannschaftsverfolgungs-Rangliste                                                    | 10 × 1 Platz für: Mannschaftsverfolgung Madison Omnium      | Neuseeland (1.) Großbritannien (2.) Italien (3.) Australien (4.) Kanada (5.) Deutschland (6.) Frankreich (7.) Vereinigte Staaten (8.) Irland (9.) Japan (10.) |
| Madison-Rangliste (soweit nicht für Mannschaftsverfolgung qualifiziert)             | 5 × 1 Platz für: Madison Omnium                             | Dänemark (8.) Polen (9.) Niederlande (10.) Schweiz (12.) Belgien (14.)                                                                                        |
| Omnium-Rangliste (soweit nicht für Mannschaftsverfolgung oder Madison qualifiziert) | 7 6 × 1 Platz für: Omnium                                   | Norwegen (9.) Portugal (12.) Litauen (15.) China (16.) Hongkong (18.) Mexiko (20.) Tschechien (21.) 11                                                        |
| Kontinentale Mindestvertretung (gemäß Omnium-Rangliste)                             | 1 Platz für Omnium                                          | Ägypten (22.) |

## Mountainbike
Bei Männern und Frauen wird je ein Wettbewerb ausgetragen, das olympische Cross-Country (XCO). Die Vergabe der jeweils 36 Startplätze wurde wie folgt beschlossen:
1. Eine Nationenwertung summierte die Weltranglistenpunkte der drei besten Fahrer jedes Verbands in der Periode vom 7. Mai 2022 bis zum 26. Mai 2024. Die ersten 8 Verbände erhielten zwei Startplätze, die Verbände auf den Rängen 9 bis 19 je einen.
2. Die besten noch nicht qualifizierten Verbände im XCO-Rennen der Afrika-, Amerika- und Asien-Meisterschaften 2023 erhielten je einen Startplatz.
3. Die besten zwei noch nicht qualifizierten Verbände im XCO-Rennen der Elite bei den Mountainbike-Weltmeisterschaften 2023 erhielten je einen Startplatz.
4. Die besten zwei noch nicht qualifizierten Verbände im XCO-Rennen der U23 bei den Mountainbike-Weltmeisterschaften 2023 erhielten ebenfalls je einen Startplatz.
5. Gastgeber Frankreich erhielt mindestens einen Startplatz, außerdem gab es eine Wildcard.

Vorläufige Listen der Quotenplätze wurden von der UCI am 3. Juni veröffentlicht. Nach Bestätigung durch die Verbände wurde am 20. Juni eine modifizierte Liste für die Männer vorgelegt.

### Männer
| Qualifikationswettbewerb                             | Datum            | Ort          | Plätze | Rang                 | Nation                                                                                             |
| ---------------------------------------------------- | ---------------- | ------------ | ------ | -------------------- | -------------------------------------------------------------------------------------------------- |
| Olympisches Qualifikationsranking                    | 26. Mai 2024     | —            | 27     | 1 bis 8 (2 pro NOK)  | Schweiz Frankreich Italien Spanien Vereinigte Staaten Deutschland Belgien Großbritannien           |
| Olympisches Qualifikationsranking                    | 26. Mai 2024     | —            | 27     | 9 bis 19 (1 pro NOK) | Brasilien Dänemark Kanada Neuseeland Südafrika Österreich Norwegen Chile Polen Rumänien Tschechien |
| Afrika-Meisterschaften 2023                          | 4. Juni 2023     | Johannesburg | 1      | —                    | Namibia (6.)                                                                                       |
| Panamerika-Meisterschaften 2023                      | 30. April 2023   | Congonhas    | 1      | —                    | Mexiko (1.)                                                                                        |
| Asien-Meisterschaften 2023                           | 28. Oktober 2023 | Trivandrum   | 1      | —                    | China (1.)                                                                                         |
| Mountainbike-WM 2023 (Elite)                         | 12. August 2023  | Glasgow      | 2      | —                    | Lettland (11.) Kolumbien (47.)                                                                     |
| Mountainbike-WM 2023 (U23)                           | 11. August 2023  | Glasgow      | 2      | —                    | Niederlande (5.) 13 Schweden (36.) Ukraine (37.) Finnland (41.)                                    |
| Gastgeber                                            | —                | —            | 1 0    | —                    | — 14                                                                                               |
| Wildcard                                             | —                | —            | 1      | —                    | Liechtenstein                                                                                      |
| Nachrücker (gemäß olympischem Qualifikationsranking) | —                | —            | 1      | —                    | Israel (20.)                                                                                       |
| Gesamt                                               | Gesamt           | Gesamt       | 36     | —                    | 28                                                                                                 |

### Frauen
| Qualifikationswettbewerb                             | Datum            | Ort          | Plätze | Rang                 | Nation                                                                                               |
| ---------------------------------------------------- | ---------------- | ------------ | ------ | -------------------- | --- |
| Olympisches Qualifikationsranking                    | 26. Mai 2024     | —            | 27     | 1 bis 8 (2 pro NOK)  | Schweiz Frankreich Vereinigte Staaten Niederlande Italien Österreich Dänemark Großbritannien         |
| Olympisches Qualifikationsranking                    | 26. Mai 2024     | —            | 27     | 9 bis 19 (1 pro NOK) | Deutschland Brasilien Australien Kanada Schweden Tschechien Polen Estland Ukraine Portugal Südafrika |
| Afrika-Meisterschaften 2023                          | 4. Juni 2023     | Johannesburg | 1      | —                    | Mauritius (4.)                                                                                       |
| Panamerika-Meisterschaften 2023                      | 30. April 2023   | Congonhas    | 1      | —                    | Mexiko (4.)                                                                                          |
| Asien-Meisterschaften 2023                           | 28. Oktober 2023 | Trivandrum   | 1      | —                    | China (1.)                                                                                           |
| Mountainbike-WM 2023 (Elite)                         | 12. August 2023  | Glasgow      | 2      | —                    | Slowenien (23.) Ungarn (31.)                                                                         |
| Mountainbike-WM 2023 (U23)                           | 11. August 2023  | Glasgow      | 2      | —                    | Neuseeland (1.) Japan (29.)                                                                          |
| Gastgeber                                            | —                | —            | 1 0    | —                    | — 14                                                                                                 |
| Wildcard                                             | —                | —            | 1      | —                    | Ruanda                                                                                               |
| Nachrücker (gemäß olympischem Qualifikationsranking) | —                | —            | 1      | —                    | Belgien (21.)                                                                                        |
| Gesamt                                               | Gesamt           | Gesamt       | 36     | —                    | 28                                                                                                   |

## BMX-Rennen
Bei Männern und Frauen wird je ein Einzelrennen durchgeführt, für das es 24 Plätze gibt. Diese wurden wie folgt vergeben:
1. Eine Nationenwertung summierte die Leistungen der besten drei Elite- und U23-Fahrer jedes Verbands. Deren Punkte waren, mit ein paar Ausnahmen, die üblichen Weltranglistenpunkte im Zeitraum vom 1. August 2022 zum 2. Juni 2024. Die ersten 10 Verbände erhielten zwischen einem und drei Startplätze.
2. Die besten noch nicht qualifizierten Verbände im Elite-Rennen der Afrika-, Amerika- und Asien-Meisterschaften 2023 erhielten je einen Startplatz.
3. Die besten noch nicht qualifizierten Verbände im Elite-Rennen der BMX-Rennsport-Weltmeisterschaften 2023 und 2024 erhielten je einen Startplatz.
4. Gastgeber Frankreich erhielt mindestens einen Startplatz, außerdem war eine Wildcard vorgesehen.

Die erzielten Quotenplätze wurden von der UCI am 11. Juni veröffentlicht.

### Männer
| Qualifikationswettbewerb                             | Datum            | Ort       | Plätze | Rang                 | Nation                                                   |
| ---------------------------------------------------- | ---------------- | --------- | ------ | -------------------- | -------------------------------------------------------- |
| Olympisches Qualifikationsranking                    | 4. Juni 2024     | —         | 17     | 1 bis 2 (3 pro NOK)  | Frankreich Kolumbien                                     |
| Olympisches Qualifikationsranking                    | 4. Juni 2024     | —         | 17     | 3 bis 5 (2 pro NOK)  | Schweiz Niederlande Vereinigte Staaten                   |
| Olympisches Qualifikationsranking                    | 4. Juni 2024     | —         | 17     | 6 bis 10 (1 pro NOK) | Großbritannien Australien Argentinien Neuseeland Belgien |
| Afrika-Meisterschaften 2023                          | 5. November 2023 | Bulawayo  | 1      | —                    | Marokko (1.)                                             |
| Panamerika-Meisterschaften 2023                      | 20. Mai 2023     | Riobamba  | 1      | —                    | Ecuador (8.)                                             |
| Asien-Meisterschaften 2023                           | 16. Juli 2023    | Tagaytay  | 1      | —                    | Thailand (1.)                                            |
| BMX-Rennsport-WM 2023                                | 13. August 2023  | Glasgow   | 1      | —                    | Lettland (22.)                                           |
| BMX-Rennsport-WM 2024                                | 18. Mai 2024     | Rock Hill | 1      | —                    | Chile (7.)                                               |
| Gastgeber                                            | —                | —         | 1 0    | —                    | — 14                                                     |
| Wildcard                                             | —                | —         | 1 0    | —                    | — 15                                                     |
| Nachrücker (gemäß olympischem Qualifikationsranking) | —                | —         | 2      | —                    | Deutschland (11.) Italien (12.)                          |
| Gesamt                                               | Gesamt           | Gesamt    | 24     | —                    | 17                                                       |

### Frauen
| Qualifikationswettbewerb                             | Datum            | Ort       | Plätze | Rang                 | Nation                                            |
| ---------------------------------------------------- | ---------------- | --------- | ------ | -------------------- | ------------------------------------------------- |
| Olympisches Qualifikationsranking                    | 4. Juni 2024     | —         | 17     | 1 bis 2 (3 pro NOK)  | Niederlande Vereinigte Staaten                    |
| Olympisches Qualifikationsranking                    | 4. Juni 2024     | —         | 17     | 3 bis 5 (2 pro NOK)  | Schweiz Australien Kolumbien                      |
| Olympisches Qualifikationsranking                    | 4. Juni 2024     | —         | 17     | 6 bis 10 (1 pro NOK) | Großbritannien Frankreich Dänemark Kanada Belgien |
| Afrika-Meisterschaften 2023                          | 5. November 2023 | Bulawayo  | 1 0    | —                    | — 16                                              |
| Panamerika-Meisterschaften 2023                      | 20. Mai 2023     | Riobamba  | 1      | —                    | Brasilien (1.)                                    |
| Asien-Meisterschaften 2023                           | 16. Juli 2023    | Tagaytay  | 1      | —                    | Japan (1.)                                        |
| BMX-Rennsport-WM 2023                                | 13. August 2023  | Glasgow   | 1      | —                    | Deutschland (15.)                                 |
| BMX-Rennsport-WM 2024                                | 18. Mai 2024     | Rock Hill | 1      | —                    | Neuseeland (7.)                                   |
| Gastgeber                                            | —                | —         | 1 0    | —                    | — 14                                              |
| Wildcard                                             | —                | —         | 1      | —                    | Aruba                                             |
| Nachrücker (gemäß olympischem Qualifikationsranking) | —                | —         | 2      | —                    | Lettland (13.) Südafrika (26.) 16                 |
| Gesamt                                               | Gesamt           | Gesamt    | 24     | —                    | 17                                                |

## BMX-Freestyle
Bei Männern und Frauen gibt es je einen Park-Wettkampf mit 12 Startplätzen, maximal zwei pro Verband:
1. Sechs Plätze wurden über eine Qualifikationsserie vergeben. Diese bestand aus zwei Wettbewerben und fand im Mai und Juni 2024 statt. Die Teilnehmer an der Serie konnten sich auf diese Weise persönlich qualifizieren.
2. Zwei Plätze wurden über den Park-Wettbewerb bei den Urban-Cycling-Weltmeisterschaften 2022 vergeben. Sie gingen zunächst an den höchstplatzierten Verband jedes noch nicht vertretenen Kontinents, dann an die höchstplatzierten Verbände, die ihre Teilnahmequote noch nicht ausgeschöpft hatten.
3. Drei weitere Plätze wurden in ähnlicher Weise über die WM 2023 vergeben. Diese Plätze gingen aber ausschließlich an noch nicht qualifizierte Verbände.
4. Gastgeber Frankreich erhielt mindestens einen Startplatz.

Die erzielten Quotenplätze wurden von der UCI am 26. Juni veröffentlicht. Nach Bestätigung durch die Verbände wurde am 4. Juli eine modifizierte Liste für die Frauen vorgelegt.

### Männer
| Qualifikationswettbewerb                 | Datum                              | Ort               | Plätze | Nation / Fahrer                                                                              |
| ---------------------------------------- | ---------------------------------- | ----------------- | ------ | -------------------------------------------------------------------------------------------- |
| Olympische Qualifikationsserie           | 16.–19. Mai 2024 20.–23. Juni 2024 | Shanghai Budapest | 6      | Anthony Jeanjean Kieran Reilly Marcus Christopher Gustavo Batista Justin Dowell Marin Ranteš |
| Urban-Cycling-Weltmeisterschaften 2022   | 13. November 2022                  | Abu Dhabi         | 2      | Japan (1.) 17 Australien (6.)                                                                |
| Urban-Cycling-Weltmeisterschaften 2023   | 7. August 2023                     | Glasgow           | 3      | Südafrika (65.) 18 Argentinien (9.) Kanada (12.)                                             |
| Gastgeber                                | —                                  | —                 | 1 0    | — 19                                                                                         |
| Nachrücker (gemäß Urban-Cycling-WM 2023) | 7. August 2023                     | Glasgow           | 1      | Lettland (13.)                                                                               |
| Gesamt                                   | Gesamt                             | Gesamt            | 12     | 11                                                                                           |

### Frauen
| Qualifikationswettbewerb                 | Datum                              | Ort               | Plätze | Nation / Fahrerin                                                                |
| ---------------------------------------- | ---------------------------------- | ----------------- | ------ | -------------------------------------------------------------------------------- |
| Olympische Qualifikationsserie           | 16.–19. Mai 2024 20.–23. Juni 2024 | Shanghai Budapest | 6      | Hannah Roberts Sun Jiaqi Perris Benegas Deng Yawen Nikita Ducarroz Natalya Diehm |
| Urban-Cycling-Weltmeisterschaften 2022   | 13. November 2022                  | Abu Dhabi         | 2 1    | Schweiz (2.) 20 Tschechien (3.)                                                  |
| Urban-Cycling-Weltmeisterschaften 2023   | 7. August 2023                     | Glasgow           | 3      | Großbritannien (7.) 21 Kolumbien (8.) Deutschland (10.)                          |
| Gastgeber                                | —                                  | —                 | 1      | Frankreich                                                                       |
| Nachrücker (gemäß Urban-Cycling-WM 2023) | 7. August 2023                     | Glasgow           | 1      | Chile (12.)                                                                      |
| Gesamt                                   | Gesamt                             | Gesamt            | 12     | 10                                                                               |